# Тогане
То́гане (яп. 東金市 То:ганэ-си) — город в Японии, находящийся в префектуре Тиба. Площадь города составляет 89,34 км², население — 61 051 человек (1 августа 2014), плотность населения — 683,36 чел./км².

## Географическое положение
Город расположен на острове Хонсю в префектуре Тиба региона Канто. С ним граничат города Тиба, Самму, Ятимата и посёлки Оамисирасато, Кудзюкури.

## Население
Население города составляет 61 051 человек (1 августа 2014), а плотность — 683,36 чел./км². Изменение численности населения с 1980 по 2005 годы:
| 1980 | 35 603 чел. |  |
| 1985 | 38 513 чел. |  |
| 1990 | 45 179 чел. |  |
| 1995 | 54 520 чел. |  |
| 2000 | 59 605 чел. |  |
| 2005 | 61 701 чел. |  |

## Символика
Деревом города считается Podocarpus macrophyllus var. maki, цветком — Prunus.